# Листоеды (род)
Листоеды (Chrysomela) — род жуков-листоедов из подсемейства хризомелин. Описано около 40 видов.

## Описание
Длина тела взрослых насекомых 5—13 мм. Тело овальное, реже продолговатое; но при втором случае со слабыми плечевыми бугорками, с продольными рядами точек и с рыжей боковой каймой на надкрыльях. Для представителей данного рода характерны следующие признаки:
- переднеспинка с боковыми валиками;
- отросток заднегруди между средними тазиками не окаймлён.

## Экология
Питаются на листьях различных древесных и кустарниковых растениях семейств ивовые, розовые, берёзовые и крушиновые. Некоторые из видов считаются вредителями ив и тополей, главным образом листоед тополёвый.
Личинка прикрепляется к нижней части перед окукливанием после чего куколка остаётся висеть на этом листе. Другие же — окукливаются в почве, как, например, Chrysomela collaris.